# Pierre Estève
Pierre Estève (ur. 11 lutego 1961 w Cahors) – francuski kompozytor, twórca soundtracków do gier, w Polsce znany przede wszystkim z produkcji francuskiego studia Cryo Interactive takich jak Kroniki Czarnego Księżyca oraz serii Atlantis.